# Santiago Idígoras
Santiago Santi Idígoras Bilbao (Oñate, Guipúzcoa, España, 24 de julio de 1953) es un exfutbolista español. Fue delantero internacional de la Real Sociedad durante los años 70 y principios de los 80.
Idígoras formó parte de la mejor generación de futbolistas de la historia de la Real Sociedad, junto a mitos de este club como Luis Miguel Arconada, Jesús María Zamora, Jesús María Satrústegui, Roberto López Ufarte o Periko Alonso, entre otros. Formó parte de la plantilla que obtuvo el primer título de Liga de la Real Sociedad en la temporada 1980-81.

## Biografía
Jugador formado en la cantera de la Real Sociedad. Debutó con este equipo en la Primera división española el 15 de septiembre de 1974 a los 21 años de edad en un partido ante el Celta de Vigo. Las dos temporadas anteriores había militado en el filial de Tercera división del club, el San Sebastián CF.
Su llamativo aspecto de tipo nórdico; rubio, con melena y mostacho, le hizo ganarse el apodo de el vikingo de Oñati. Se cuenta que el apodo de el vikingo se lo pusieron aficionados del Cádiz CF en un partido que disputó la Real Sociedad en tierras gaditanas; al que los periodistas que seguían al equipo realista añadieron posteriormente el término de Oñati haciendo referencia a la localidad natal del jugador. 
Idígoras era un delantero de grandes facultades físicas, algo tosco eso sí, pero muy directo. Nunca tuvo grandes registros goleadores, ya que la presencia de Jesús María Satrústegui en el equipo como delantero centro indiscutible obligaba a Idígoras a jugar como acompañante del mismo o bien a retrasar algo su posición y jugar como extremo. Las cabalgadas de Idígoras por las bandas se hicieron muy célebres entre la afición donostiarra.

### Real Sociedad
En su temporada como debutante en la máxima categoría se hizo con un puesto en el equipo titular de la Real Sociedad. Idígoras se mantuvo siete temporadas como titular en el primer equipo de la Real Sociedad jugando un total de 214 partidos de Liga y marcando 39 goles. En total disputó 255 partidos oficiales como realista y marcó 47 goles en todas las competiciones que disputó (Liga, Copa del Rey y Copa de la UEFA).
Su mejor temporada a nivel personal fue la 1976-77. Solo dejó de jugar un partido de Liga, marcó 10 goles (su récord personal en una temporada) y fue llamado a debutar como internacional. A nivel colectivo fue sin embargo una temporada discreta obteniendo la Real Sociedad la 8.ª plaza.
Los cuartos puestos de la temporada de su debut (1974-75) y de la 1978-79 permitieron a la Real Sociedad jugar en la Copa de la UEFA. Luego vivió con la Real Sociedad parte de los años dorados de este club. Logró el subcampeonato de Liga de 1979-80, en el año en el que la Real batió un récord de imbatibilidad todavía vigente en la Liga española y su última temporada (1980-81) consiguió el primer título de Liga de la historia del club, así como el único título que obtuvo a lo largo de su carrera futbolística. Su aportación en la temporada del título fue importante, jugó 29 partidos de Liga, 21 de ellos como titular y marcó 3 goles. Sin embargo jugadores emergentes como Pello Uralde o José Mari Bakero comenzaban a reclamar su puesto en el equipo.

### Puebla
El verano de 1981, con 28 años de edad y el título de Liga recién conseguido, recibe una importante oferta económica para fichar por el Puebla F.C. de México, equipo con importantes ambiciones que trataba de armar un plantel campeón. En el Puebla le esperaban dos estrellas de la Liga española, ya en los últimos años de su carrera, el exmadridista Pirri y el exbarcelonista Juan Manuel Asensi. La estancia de Idígoras en México se limita a una temporada y se salda de manera discreta. El Puebla fue incapaz de clasificarse entre los ocho mejores equipos que disputaron los play-offs por el título.

### Valencia y final de carrera
En 1982 Idígoras regresó a la Liga española y fichó por el Valencia CF. Fue recibido con cierta expectación por la afición valencianista, ya que por su origen y estilo de juego recordaba a Fernando Ansola, un jugador bastante querido del pasado, aunque no precisamente destacado por su técnica. Llamado a ser pareja de Mario Kempes en la delantera, su debut en Liga con el Valencia no puedo ser mejor, ya que en la primera jornada de Liga frente al Fútbol Club Barcelona cazó un rechace a falta de diez minutos que dio la victoria a los valencianistas por 2-1 ante uno de sus mayores rivales.
Sin embargo, la temporada de Idígoras se acabó prácticamente ahí. Lejos de su mejor forma, se cayó del equipo titular tras el primer cuarto de Liga y solo volvió como recambio ocasional. Al final de temporada había disputado 16 partidos de Liga y marcado 4 goles. La marcha del equipo no ayudó para nada en el pobre bagaje de Idígoras; el equipo acabó en 15.ª posición y pasó por una situación crítica al borde del descenso durante toda la temporada; lo que obligó a los sucesivos técnicos valencianistas a adoptar tácticas defensivas.
Durante la pretemporada 1983-84, Idígoras aceptó ser cedido por el Valencia al Deportivo Alavés que acababa de descender a la Segunda división B española. Idígoras permanecerá 2 temporadas en el equipo alavesista sin lograr el retorno a la Segunda división. En 1985 cuelga las botas a punto de cumplir los 32 años de edad.
Desde su retirada Idígoras regenta un conocido gimnasio en San Sebastián.

### Selección nacional
Ha sido internacional con la selección de fútbol de España en una ocasión.
Jugó su único partido como internacional en Dublín el 9 de febrero de 1977. Fue un partido amistoso con el resultado Irlanda 0-1 España, donde Idígoras jugó medio partido.
En 1976 fue seleccionado para participar en los Juegos Olímpicos de Montreal 1976 con la Selección Olímpica Española. Disputó 3 encuentros y marcó el único gol de la selección en el Campeonato olímpico La selección española no obtuvo medalla. Sus partidos con la selección olímpica no se contabilizan como internacionalidades absolutas. Igualmente fue internacional sub-21 en 6 ocasiones logrando un gol.
También disputó un partido amistoso con la Selección de fútbol del País Vasco, con la que marcó un gol.

## Clubes
| Club             | País   | Año       |
| ---------------- | ------ | --------- |
| San Sebastián CF | España | 1972-1974 |
| Real Sociedad    | España | 1974-1981 |
| Puebla FC        | México | 1981-1982 |
| Valencia CF      | España | 1982-1983 |
| Deportivo Alavés | España | 1983-1985 |

## Títulos

### Campeonatos nacionales
| Título | Club          | País   | Año  |
| ------ | ------------- | ------ | ---- |
| Liga   | Real Sociedad | España | 1981 |